# Michelle Mizner
Michelle Vinnette Mizner (* 31. August 1985 in Tulare, Kalifornien) ist eine US-amerikanische Filmproduzentin und Filmeditorin.

## Leben
Michelle Mizner wurde 1985 in Tulare, Kalifornien geboren und besuchte die dortige Tulare Union High School. Bereits in der High School drehte sie Kurzfilme. Im Anschluss studierte sie an der Filmschule Cinema and Television Arts (CTVA) der California State University, Northridge Film. Nach ihrem Abschluss arbeitete sie für Public Broadcasting Service (PBS) an deren Investigativ-Magazin Frontline.
2022 produzierte sie den Dokumentarfilm 20 Tage in Mariupol des ukrainischen Regisseurs Mstyslaw Tschernow. Für diesen Film, der zahlreiche Preise gewann, unter anderem einen British Academy Film Award als Bester Dokumentarfilm, wurde Mizner bei der Oscarverleihung 2024 in der Kategorie Bester Dokumentarfilm ausgezeichnet.

## Filmografie
- 2007: Barrio Thief (Kurzfilm) (Produktion)
- 2010: The Last Elephants in Thailand (Kurzfilm)
- 2013: Herd in Iceland (Kurzfilm)
- 2014–2023: Frontline (Fernsehserie, 13 Folgen als Editor, 116 als Produzentin)
- 2015: Life in Baghdad (Kurzfilm) (Produktion und Schnitt)
- 2018: The Last Generation: An Interactive Documentary (Produktion und Schnitt)
- 2021: Un(re)solved (Podcast-Serie) (Produktion und Schnitt)
- 2023: 20 Tage in Mariupol (20 Days in Mariupol) (Produktion und Schnitt)
- 2025: 2000 Meters to Andriivka (Produktion und Schnitt)